# 453. pehotni polk (Wehrmacht)
453. pehotni polk (izvirno nemško Infanterie-Regiment 453) je bil eden izmed pehotnih polkov v sestavi redne nemške kopenske vojske med drugo svetovno vojno.

## Zgodovina
Polk je bil ustanovljen 26. avgusta 1939 kot polk 4. vala z reorganizacijo nadomestih bataljonov: I. in II. bataljona 39. ter I. bataljona 77. pehotnega polka; polk je bil dodeljen 253. pehotni diviziji.

30. septembra 1940 sta bila štab in III. bataljon dodeljena 426. pehotnemu polku, kjer sta predstavljala ogrodje za novi polk; obe enoti so nadomestili. 29. maja 1942 je bil I. bataljon uničen. 15. oktobra 1942 je bil polk preimenovan v 453. grenadirski polk. 